# Niżnia Hawrania Przełęcz
Niżnia Hawrania Przełęcz (ok. 1790 m) – przełęcz w północno-zachodniej grani Hawrania w słowackich Tatrach Bielskich. Grań ta oddziela Dolinę Czarnego Potoku od Doliny Hawraniej. Z obydwu tych dolin łatwo można wejść na przełęcz. Znajduje się pomiędzy Wyżnim Hawranim Zwornikiem (ok. 2112 m) na południu, a Niżnim Hawraniem (1814 m) na północy. Zaraz po północnej stronie przełęczy Niżny Hawrań opada na nią uskokiem o wysokości około 20 m. Z przełęczy na Starą Polanę w Dolinie Czarnego Potoku opada żleb. Jego północne obramowanie tworzy częściowo trawiasta, częściowo kosówkowa, a dołem lesista grańka wyrastająca z Niżniego Hawrania zaraz za przełęczą. Na przeciwną stronę, do Doliny Hawraniej, w kierunku Hawraniej Równi, opada z przełęczy ogromna depresja. Górą jest łatwa, dołem poderwana 80-metrową ścianą z długim, łukowatym okapem. Ściana ta wraz ze ścianą Niżniego Hawrania tworzy długi skalny mur. Można go obejść z Hawraniego Kotła. Od Starej Polany można wejść na przełęcz dwoma żlebami.
Rejon przełęczy był odwiedzany latem w okresie pasterskiej przeszłości Tatr Bielskich. Prawdopodobnie pierwsze wejście zimowe: Beata Malinowska i Władysław Cywiński 
2 grudnia 1994 r. (żlebem ze Starej Polany). Obecnie jest to zamknięty dla turystów i taterników obszar ochrony ścisłej Tatrzańskiego Parku Narodowego.

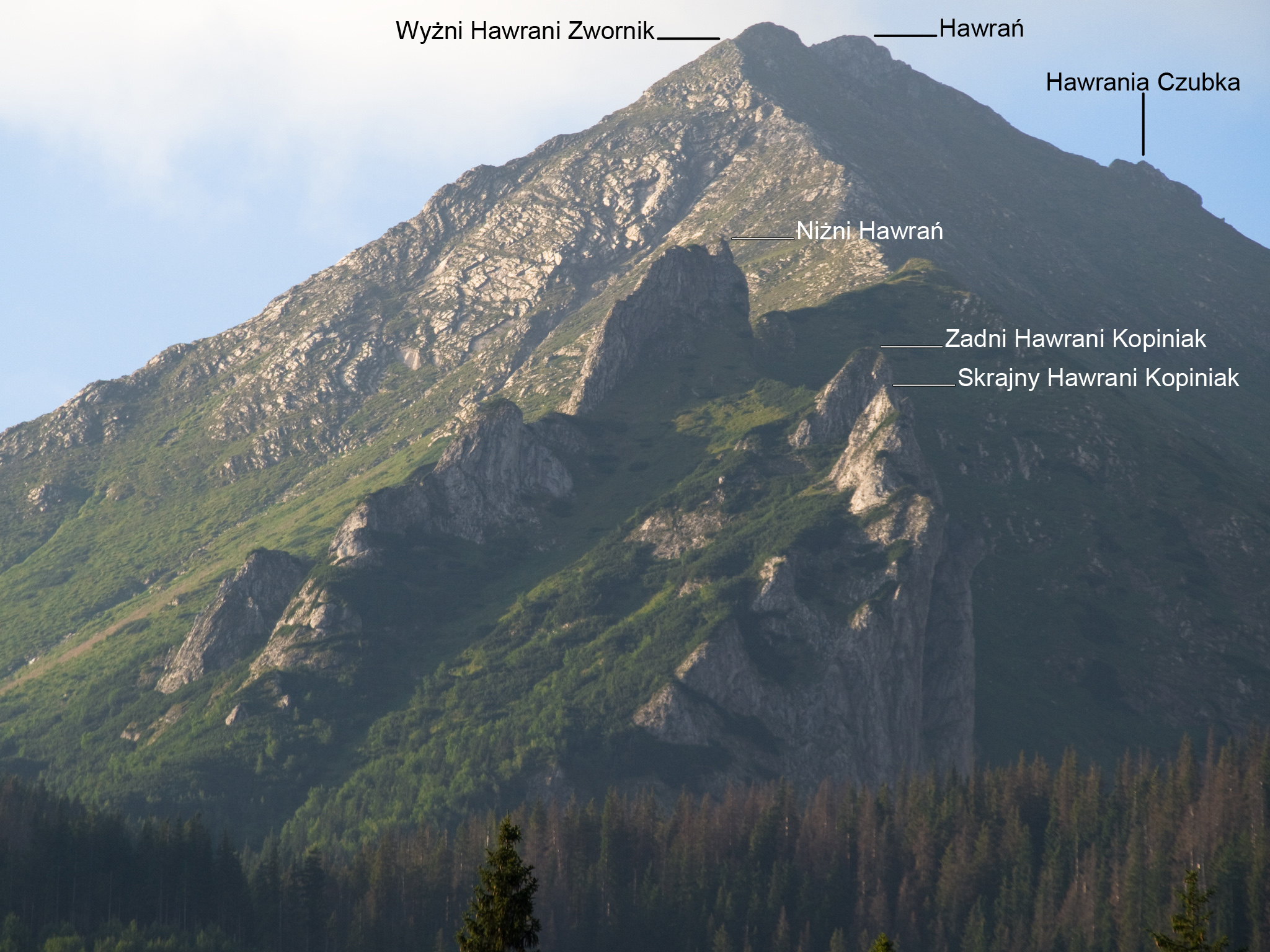
Niżnia Hawrania Przełęcz po prawej stronie Niżniego Hawrania